# Runddysse von Ubberup
Der Runddysse von Ubberup liegt etwa 100 m vom Ubberupvej, östlich von Ugerløse, südlich von Holbæk auf der dänischen Insel Seeland. Der Dolmen stammt aus der Jungsteinzeit etwa 3500–2800 v. Chr. und ist eine Megalithanlage der Trichterbecherkultur (TBK).
Der Nord-Süd orientierte 1,0 m hohe Hügel des mitunter auch als Langdysse bezeichneten Runddysse (Dolmen) misst etwa 14,0 × 12,0 m. In der Mitte liegt eine innen etwa 1,0 m hohe längliche (etwa 1,5 × 0,8 m messende) Kammer aus drei Tragsteinen, einem Schwellenstein im Osten und einem Deckstein. Es gibt einige erhaltene Randsteine des Hügels.
In der Nähe liegt der Langdysse 3 von Nørre Vallenderød.